# Sergeant Hofmeyer
Sergeant Hofmeyer est un court métrage muet américain réalisé par Henry Lehrman, sorti en 1914.

## Fiche technique
- Titre : Sergeant Hofmeyer
- Réalisation : Henry Lehrman
- Scénario :
- Production : Fred J. Balshofer
- Société de production : Sterling Film Company
- Distribution : Universal Film Manufacturing Company
- Durée : 300 m (1 bobine)
- Format : Noir et blanc - 1,37:1
- Date de sortie : États-Unis : 7 mai 1914

## Distribution
- Ford Sterling : Sgt. Hofmeyer
- Billy Jacobs : petit garçon
- Billy Gilbert